# Sirex noctilio
Sirex noctilio är en stekelart som beskrevs av Fabricius 1793. Sirex noctilio ingår i släktet Sirex, och familjen vedsteklar. Arten är reproducerande i Sverige.

## Bildgalleri

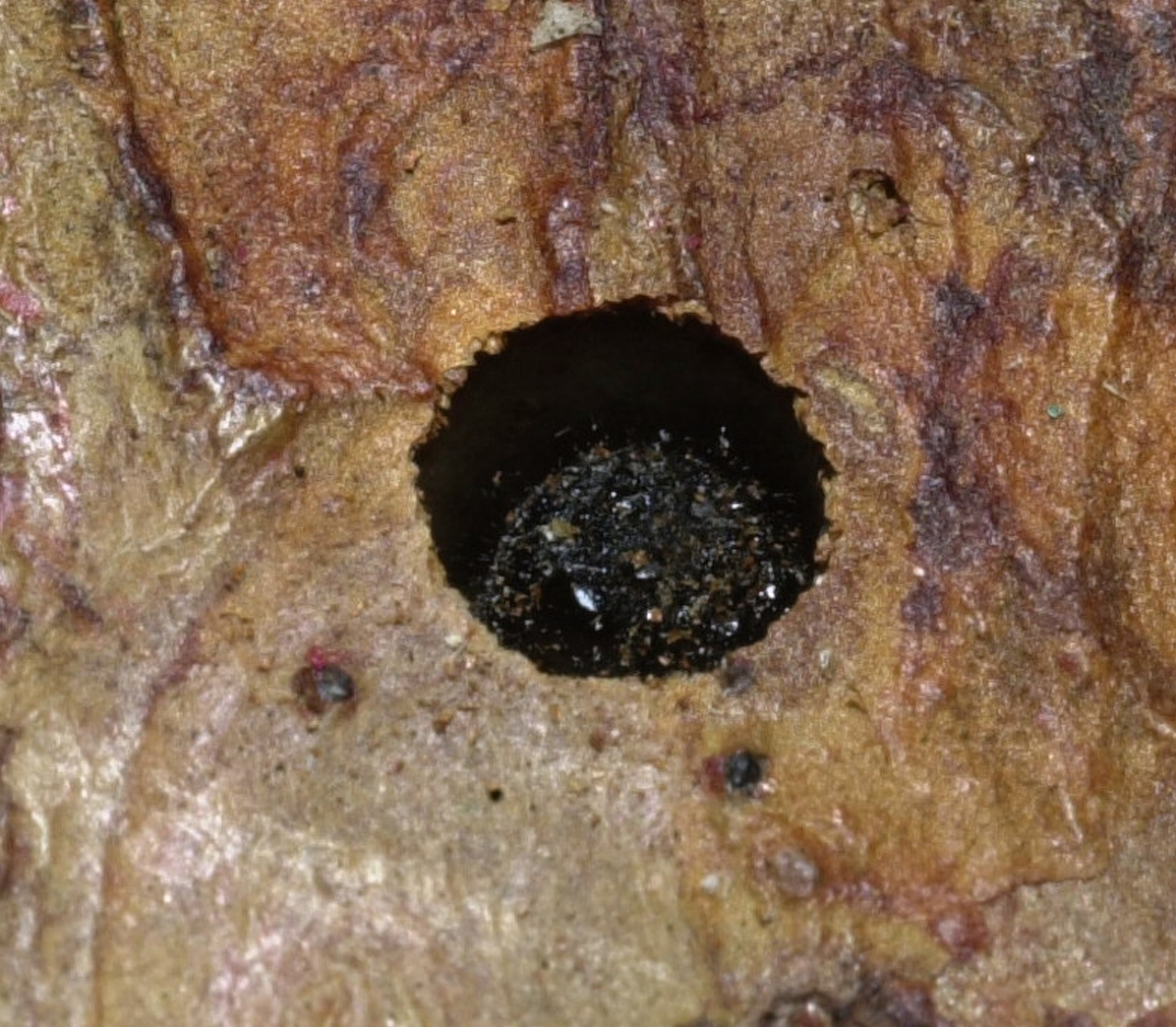
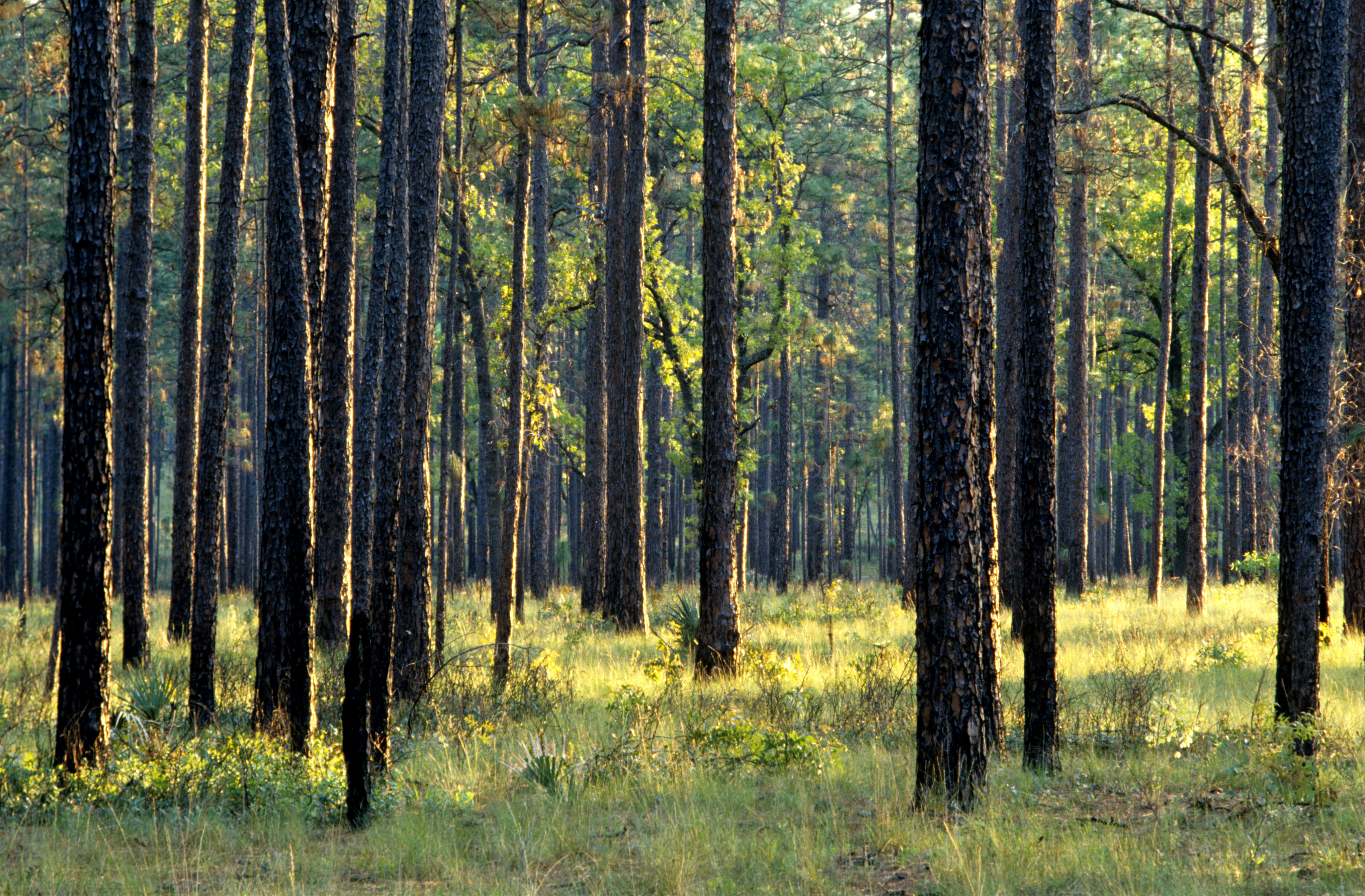
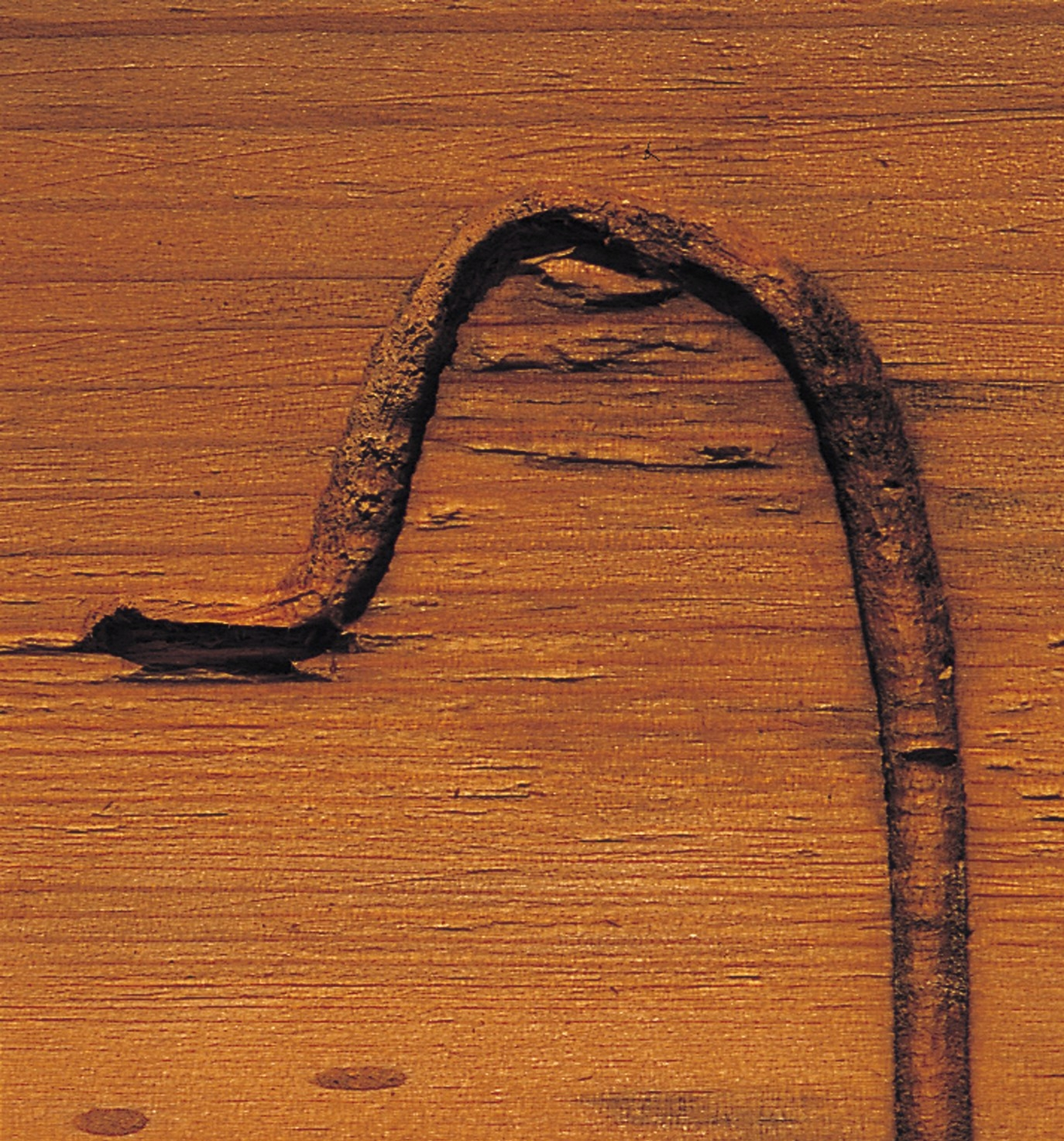
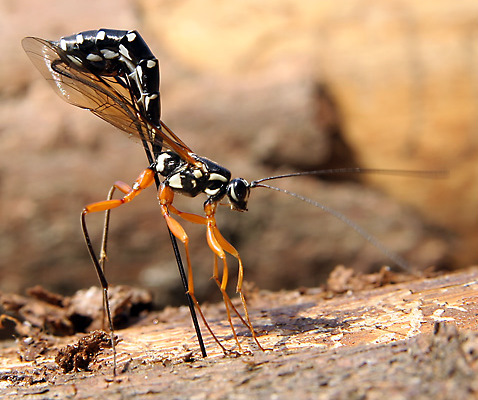
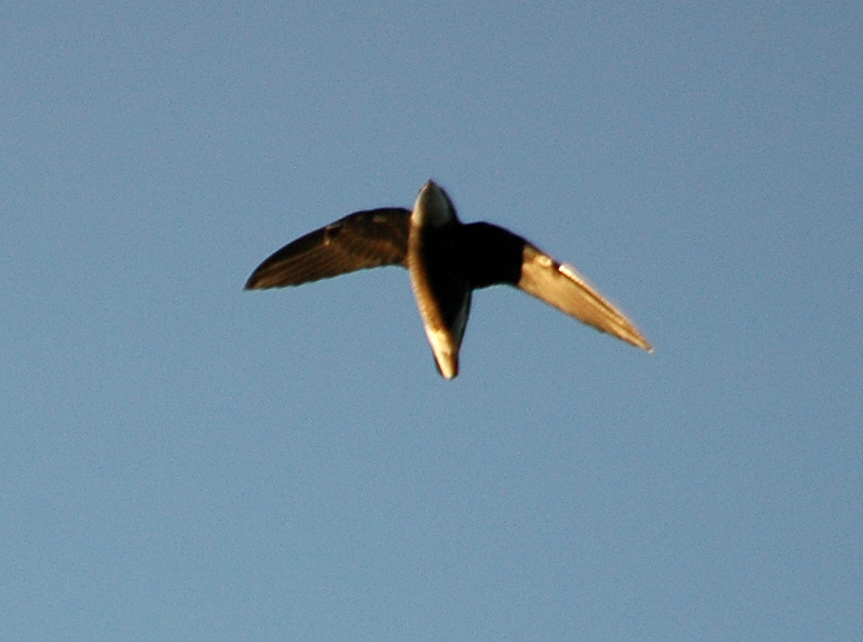